# Пинавердол
Пинавердо́л (1,1′,6-триметилизоцианин иодид) — органическое соединение, производное этилового красного, метиновый краситель с химической формулой C22H21IN2. Применялся в фотографии в качестве оптического сенсибилизатора, но быстро утратил практическое значение.
Торговые названия: сенситол зелёный (Великобритания, Ilford), хлорохром.

## Физические и химические свойства
Зелёные кристаллы моноклинной системы, имеют форму плеохроических призм, с металлическим блеском от медно-жёлтого до бронзово-фиолетового. Неочищенный реактив имеет вид сине-чёрных кристаллов.
Спектр имеет максимумы поглощения на 522 и 562 нм. Превосходил этиловый красный по сенсибилизирующей способности, сенсибилизируя фотографические эмульсии в диапазоне до 650 нм, с максимумами в 535 и 583 нм и минимумами в 500 и 558 нм.

## Получение
Получают реакцией метилиодидов 2,6-диметилхинолина и хинолина с щёлочью с спиртовом растворе с общим выходом реакции 13,14 %.

## Применение
Применялся как сенсибилизатор для зелёной области спектра. Для этой цели использовали водно-спиртовые растворы с концентрацией красителя 1:50000.

## Биологическая роль
Было обнаружено, что пинавердол является очень хорошим антисептиком от кишечной палочки.